# Movistar Deportes 2
Movistar Deportes 2 fue un canal de televisión español de pago, propiedad de Telefónica, dedicado exclusivamente al deporte. Emitió entre el  1 de abril de 2011 y el 9 de septiembre de 2018, cuando se fusionó con Movistar Deportes 1, dando lugar al canal Movistar Deportes.

## Historia

### Canal+ Deportes 2
El canal, que comenzó con el nombre de «Canal+ Deportes 2», comenzó sus emisiones el 1 de abril de 2011, en alta definición (HD), mientras que el 2 de enero de 2015, se iniciaron sus emisiones en definición estándar (SD).

### Movistar Deportes 2
A partir del 1 de agosto de 2016, el canal pasó a denominarse «Movistar Deportes 2». La sustitución de la marca «Canal+», vino encuadrada dentro de la transición hacia la nueva denominación, de los canales propios de la plataforma «Movistar+». El 9 de septiembre de 2018, Movistar Deportes 1 y Movistar Deportes 2, se fusionaron creando el canal Movistar Deportes.

## Programación
Su programación estaba dedicada principalmente, a la transmisión de las cuatro grandes ligas norteamericanas (NBA, NFL, MLB y NHL), y como segundo canal de las competiciones emitidas prioritariamente en Movistar Deportes 1, como las europeas de baloncesto y rugby, además del tenis.